# Porcellana di Venezia

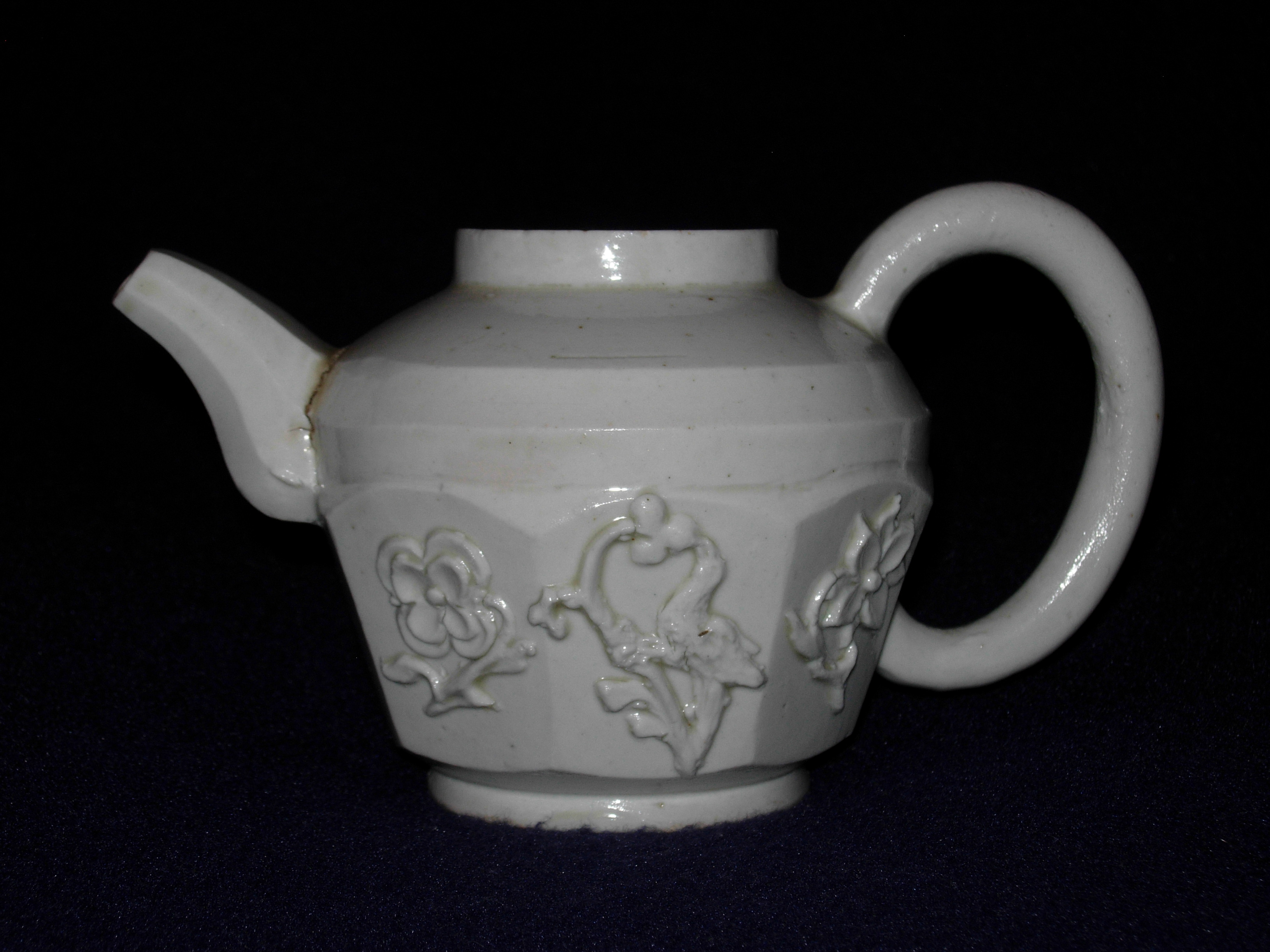
Teiera Vezzi 1722 1723 circa

La porcellana di Venezia è una porcellana a pasta dura prodotta fra il 1720 e la fine del Settecento in alcune fabbriche della città di Venezia.

## Storia

### Vezzi
La prima manifattura di porcellana a Venezia di cui si hanno tracce e riferimenti storici è quella aperta dal giovane patrizio Giovanni Vezzi, orefice  e mercante  il quale iniziò nel 1720 la propria produzione nella città lagunare.

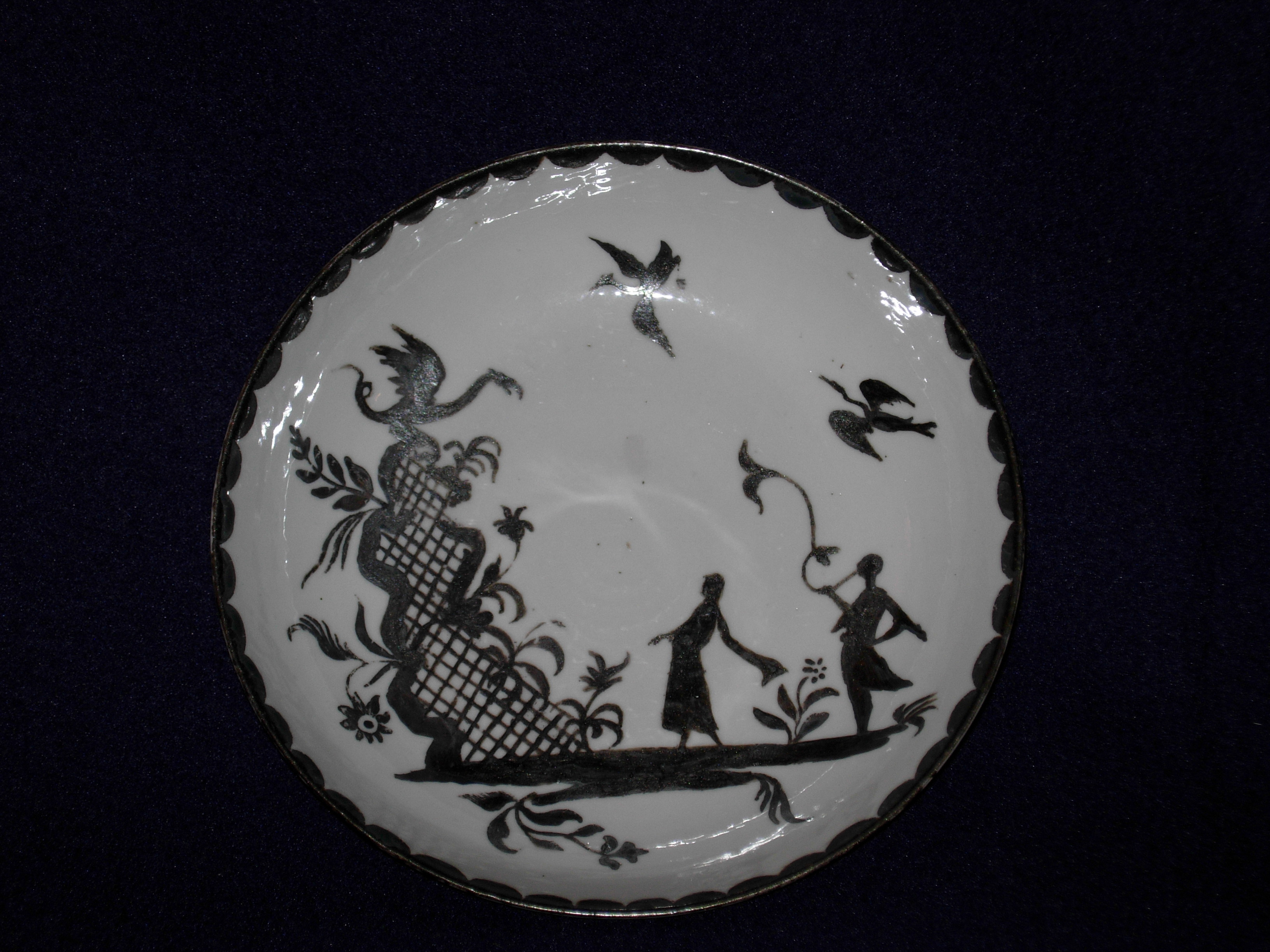
Piattino Vezzi (2) 1722 circa

Vezzi fece venire in Laguna Christopher Conrad Hunger, già collaboratore di Böttger (scopritore del segreto di Meissen) e poi arcanista a Vienna, che portò a Venezia il segreto della fabbricazione della porcellana europea.
Il caolino doveva essere importato dalla Germania, che tuttavia ne vietava l'esportazione. Perciò veniva acquistato di contrabbando. Ciò spiega la variabilità della qualità delle porcellane di Vezzi, che nei pezzi migliori raggiungono la qualità di Meissen e Vienna.
Dopo sette anni la manifattura dovette chiudere per una crisi finanziaria. Per circa trent'anni a Venezia non ci furono altre manifatture.

### Hewelcke
Nel 1757 un mercante sassone emigrato da Meissen a causa della chiusura della manifattura durante la Guerra dei Sette Anni, Friederich Hewelcke chiese ed ottenne un privilegio ventennale per la fabbricazione di "porcellane di Sassonia d'ogni e qualunque specie" a Venezia. Hewelcke iniziò dapprima in terraferma e poi in laguna una nuova manifattura, che ebbe vita travagliata e produceva pezzi di qualità non eccelsa.
Successivamente prese come socio Geminiano Cozzi. Nel 1763, essendo terminata la Guerra, Hewelcke tornò in Sassonia e lasciò la manifattura al solo Cozzi.

### Cozzi
Il solo Geminiano Cozzi poi, nel 1764 fondò una propria manifattura presso San Giobbe, che durò anche dopo la caduta della Repubblica di Venezia. Nel 1765 Cozzi ottenne un privilegio dalla Serenissima, soprattutto in virtù del fatto che la sua manifattura non dipendesse più dalle importazioni dall'estero, bensì utilizzasse il caolino del Tretto.
Egli assunse alcuni artigiani provenienti dalla manifattura delle Nove e perciò le due produzioni sono simili. La manifattura di Cozzi eccelleva soprattutto nella pittura, per colori e soggetti.
Non si hanno notizie della manifattura successive al 1799.

## Marche
La marca delle manifatture Vezzi e Hewelcke era una V o altra abbreviazione di "Venezia".
Invece i pezzi della fabbrica di Cozzi avevano per marca un'ancora..